# Hôtel de Chapelaines

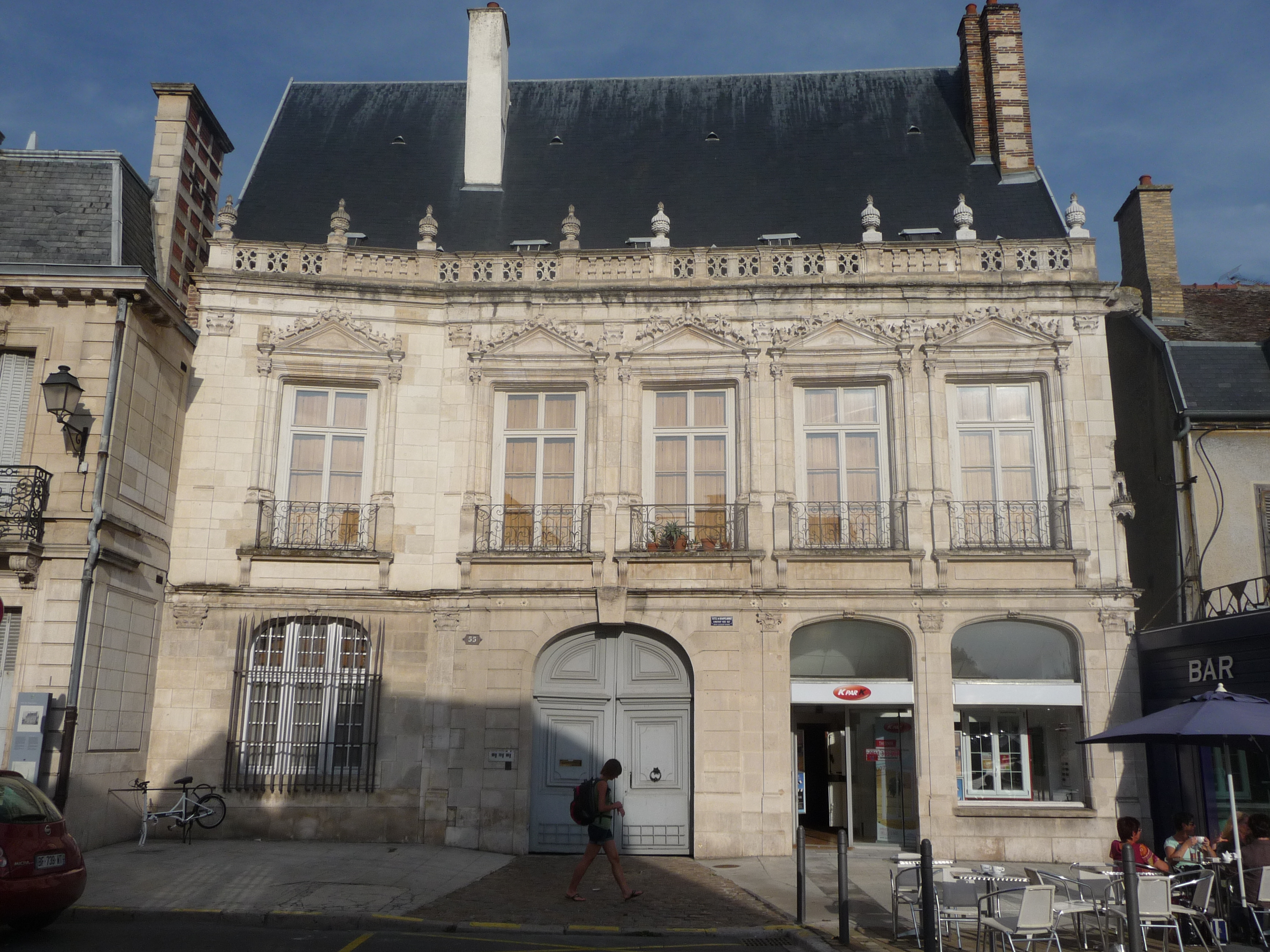
Hôtel de Chapelaines in Troyes

Das Hôtel de Chapelaines in Troyes, dem Verwaltungssitz des Départements Aube in der Region Grand Est, wurde um 1535 errichtet. Das Hôtel particulier an der Rue Turenne Nr. 55 ist seit 1926 als Monument historique klassifiziert.
Der Stadtpalast aus Haustein wurde für Nicolas Largentier erbaut. Er wurde an der Stelle des Hôtel de Clairvaux  errichtet.
Im Jahr 1629 übernachtete König Ludwig XIII. und im Jahr 1813 der österreichische Kaiser Franz II. im Hôtel de Chapelaines.
Die Fassade im Stil der Renaissance besitzt fünf Fensterachsen und wird von einer Balustrade am Dachabschluss geschmückt.